# 阎庄乡
阎庄乡，是中华人民共和国河北省保定市清苑区下辖的一个乡镇级行政单位。

## 行政区划
阎庄乡下辖以下地区：
南阎庄村、中阎庄村、北阎庄村、高庄村、梁庄村、大吕庄村、小吕庄村、国公营村、王庄村、侯郎营村、前营村和钟家营村。